# Ipoxantina
L'ipoxantina è una base purinica (detta anche 6-ossipurina o sarcina), costituente di alcuni acidi nucleici, soprattutto presente in molti anticodoni dei tRNA in corrispondenza del 5', e si appaia alla terza base del codone corrispondente. Questa base è molto importante perché può appaiarsi alle basi adenina, citosina e uracile, per cui lo stesso tRNA riconosce più codoni che codificano per lo stesso amminoacido (teoria del Wobbling). L'ipoxantina si forma continuamente nelle cellule come prodotto della degradazione degli acidi nucleici.

## Sintesi e degradazione
L'ipoxantina viene sintetizzata per:
- idrolisi di un nucleotide di inosina monofosfato;
- deamminazione di un'adenosina.

Viene converita dalla xantina ossidasi in xantina, la quale viene ulteriormente convertita da quest'ultima in acido urico.

## Uso nello sport
Secondo alcuni studi, la concentrazione plasmatica di ipoxantina potrebbe essere utilizzata per monitorare le prestazioni in atleti professionisti di elevate capacità ("atleti d'élite"). Infatti gli indicatori biologici comunemente usati a questo scopo, quali VO2max, concentrazione plasmatica dei lattati, frequenza cardiaca, ecc., in queste situazioni hanno uno scarso valore diagnostico, a causa del livello di formazione degli stessi atleti, impedendo, così, una reale programmazione dell'allenamento su basi oggettive. L'ipoxantina, essendo un prodotto del catabolismo dell'ATP (adenosina trifosfato), basa il suo valore sulle attività anaerobiche e sarebbe in grado di fornire quella precisione mancante ad altri marker.